# Psyllaephagus latiscapus
Psyllaephagus latiscapus är en stekelart som beskrevs av Xu 2000. Psyllaephagus latiscapus ingår i släktet Psyllaephagus och familjen sköldlussteklar. Inga underarter finns listade i Catalogue of Life.